# Pedra del Tractat

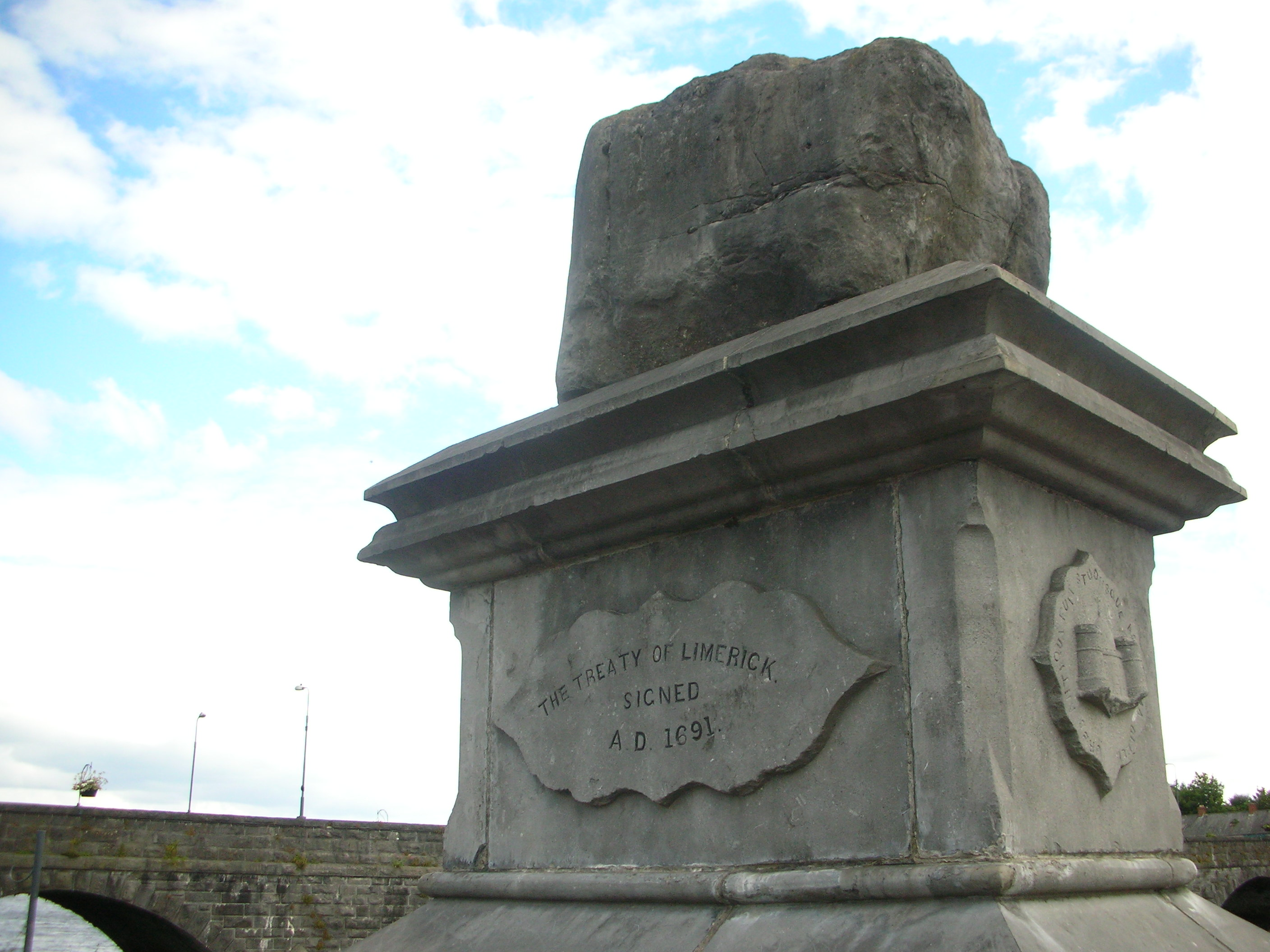
La Chloch an Chonartha, sobre la qual se suposa que es va signar el Tractat de Limerick

La Pedra del Tractat (en gaèlic irlandès, Chloch an Chonartha) és el nom que rep la pedra sobre la qual, suposadament, es va signar el Tractat de Limerick, que va posar fi a la guerra entre Jacobites i guillemites (partidaris de Guillem III d'Anglaterra) en 1691. Abans del seu ús per a aquesta signatura, la pedra era aparentment emprada pels habitants de Limerick per pujar i baixar dels seus cavalls en entrar o sortir de la ciutat. El lloc de la signatura, sobre la pedra, va ser triat per ser un lloc visible per a tots dos exèrcits des d'ambdues ribes del riu.
La Pedra es troba des de fa uns anys exposada a la ciutat de Limerick, al costat del Thomond Bridge, que creua el riu Shannon en direcció al Castell del Rei Joan.